# Сказание о Сиявуше

Титры фильма

«Сказание о Сиявуше» — советский художественный фильм 1976 года, третья часть исторической кинотрилогии по эпической поэме Фирдоуси «Шахнаме». Студия «Таджикфильм», режиссёр Бенцион Ариевич (Борис Алексеевич) Кимягаров. Состоит из двух частей: фильм первый — «Сиявуш и Судаба», фильм второй — «Под знаменем оленя». Продолжительность — 2 часа 54 минуты. Премьера — сентябрь 1977 года (Москва).

## Сюжет
Благородный и чистосердечный царевич Сиявуш — сын иранского шаха Кавуса, воспитанник богатыря Рустама. Его молодая мачеха Судаба поклялась отомстить ему за то, что Сиявуш отверг её любовь. Тем временем в Иран вторглись войска правителя Турана Афрасиаба, но иранцы под руководством Сиявуша разбили врагов. В знак примирения Афрасиаб прислал заложников, однако старый шах Кавус приказал казнить их. Потрясённый таким коварством Сиявуш уезжает из Ирана и приезжает в Туран к Афрасиабу, которому выражает своё несогласие с таким поступком Кавуса.
Тронутый поддержкой Сиявуша Афрасиаб предлагает ему в жёны свою дочь — красавицу Фарангиз. Сиявуш женился на ней и основал новый, мирный и прекрасный город, населённый лишь молодыми.
Коварная Судаба оклеветала Сиявуша перед Афрасиабом, и тот в гневе приказал казнить своего зятя. Понимая, что в таком случае станет неизбежной новая война между Ираном и Тураном, Сиявуш ради предотвращения кровопролития покончил жизнь самоубийством.

Пройдут титры — и экран захлестнет экзотика страны. Замысловатые кожаные одежды воинов, тяжелые боевые колесницы, удивительные и своем изяществе светильники, пушистые ковры и звериные шкуры; разные военные доспехи — копья, щиты, кольчуги на лошадях…
На поле боя встанут шеренгой островерхие походные шатры и проедет, звеня печальными своими колокольцами, возок могильщиков, одетых в длинные балахоны и высокие черные колпаки. А те, кто уцелел, станцуют древний ритуальный танец победы…
…
В исторических фильмах нередко случается так, что фактура времени как бы подчиняет себе и сюжет, и героев. В «Сказании» слишком обнажены страсти, характеры определённы и четки, герои сильны, и так запросто их преодолеть. Но именно фактура времени создает особую зрелищность фильма о Сиявуше — яркую, экзотическую. К этому надо добавить великолепные пейзажи и колоссальные темпераментные массовки, азартные скачки на быстрых конях по головокружительным горным тропам и отчаянные рукопашные схватки…
— Наталья Зеленко «Спутник кинозрителя», сентябрь 1977 г.

## В ролях
- Бимболат (Бибо) Ватаев — Рустам
- Фархад Юсуфов — Сиявуш
- Светлана Орлова — Судаба
- Отар Коберидзе — Кавус
- Ато Мухамеджанов — Афрасиаб
- Хабибулло Абдуразаков — Бахрам
- Дилором Камбарова — Фарида
- Т. Ахмадханов — Тус
- Талгат Нигматулин — Тулан
- Асли (Аслиддин) Бурханов — Мобед
- Гурминч (Гурминдж) Завкибеков — Гарсиваз
- Алмас Аскерова — царица[азерб.]
- Шамси Киямов — поэт
- Имомберды Мингбаев — Демур
- Картлос Марадишвили — Гив
- Файме Юрно — Фарангиз
- Махамадали Махмадиев — Гуруй
- Валерия Сыроватко — Лейла

## Съёмочная группа
- Режиссёр — Борис Кимягаров
- Сценарист и автор стихов — Григорий Колтунов
- Оператор — Давлатназар Худоназаров
- Композитор — Ариф Меликов
- Художники — Шавкат Абдусаламов, Леонид Шпонько

## Фестивали и награды
1978 — V Международный кинофестиваль стран Азии, Африки и Латинской Америки в Ташкенте
1977 — X Всесоюзный кинофестиваль в Риге:
- Приз за лучшую режиссуру — Б. Кимягарову (Сказание о Сиявуше);
- Приз за лучшее художественное решение — Ш. Абдусаламову, Л. Шпонько